# Trichogyia brunnescens
Trichogyia brunnescens är en fjärilsart som beskrevs av Erich Martin Hering 1933. Trichogyia brunnescens ingår i släktet Trichogyia och familjen snigelspinnare. Inga underarter finns listade i Catalogue of Life.